# Comté de Duchesne
Cette page contient des caractères spéciaux ou non latins. S’ils s’affichent mal (▯, ?, etc.), consultez la page d’aide Unicode.
Pour les articles homonymes, voir Duchesne.
Le comté de Duchesne (en anglais : Duchesne County, prononcé [duːˈʃeɪn]) est l’un des vingt-neuf comtés de l’État de l'Utah, aux États-Unis. Il a été créé en 1915 à partir d’une fraction du comté de Wasatch.
Le siège du comté est Duchesne mais la plus grande ville est Roosevelt.

## Comtés adjacents
- Comté de Summit, Utah (nord)
- Comté de Daggett, Utah (nord-est)
- Comté de Uintah, Utah (est)
- Comté de Carbon, Utah (sud)
- Comté d'Utah, Utah (sud-ouest)
- Comté de Wasatch, Utah (ouest)

## Localités du comté
- Tabiona